# Wildflecken
Wildflecken es un municipio alemán, ubicado en el distrito de Bad Kissingen, en la región administrativa de Baja Franconia, en el Estado federado de Baviera. Se encuentra en el límite noreste de Baviera y sur de Hesse.

## Historia
En 1937, la Wehrmacht creó una gran área de entrenamiento en la región, al noreste de la localidad. El campo era lo suficientemente grande para albergar a unos 9.000 soldados y 1.500 caballos. Durante la Segunda Guerra Mundial, varias divisiones de la Wehrmacht y de las SS fueron entrenadas para combate en Wildflecken. También en Wildflecken se ubicaba una fábrica de municiones y dos campos de prisioneros de guerra: uno para soviéticos y otro para belgas y franceses.
En abril de 1945, miembros de la 14ª División Acorazada estadounidense tomó el control del campo y del área de entrenamiento. Desde entonces y hasta 1951, la base fue reemplazada por un campo para personas desplazadas que albergó a unos 20.000 desplazados, principalmente, polacos, operado primero por la UNRRA y luego por la OIR.
Después de 1951, sirvió como campo de entrenamiento del Ejército de Estados Unidos y fue la base de varias unidades militares. En 1994, fue la base fue abandonada y transferida al Bundeswehr.